# Ottar Mikael Myrseth
Ottar Svein Mikael Myrseth (Oslo, 27 settembre 1951) è un vescovo norvegese della Chiesa Cattolica Nordica, con sede di esercizio del ministero episcopale ad Oslo. È attualmente uno dei vescovi appartenenti all'Unione di Scranton.

## Biografia
Dopo aver ottenuto un master in teologia presso la Facoltà Teologica di Oslo, ricevette l'ordinazione sacerdotale dal vescovo luterano Thor With presso la chiesa di Sykkylven nel 1978. Ha quindi esercitato per 23 anni il ministero presbiterale ad Oslo e a Spjelkavik, mantenendo inoltre l'incarico di cappellano personale del vescovo di Molde.
Allo scopo di preservare l'integrità educativa della Chiesa norvegese e proteggerne la spiritualità dalle riforme liberali, fondò e divenne leader del gruppo di ricerca teologica 'Samråd på Kirkens Grunn'.
Nel 2001 lo stesso Myrseth decise di non continuare più a lavorare per questo progetto e chiese di essere incardinato nella Chiesa Cattolica Nordica. Ricevette quindi, il 29 settembre dello stesso anno, l'ordinazione presbiterale sotto condizione dal vescovo Thaddeus Peplowski della Chiesa cattolica nazionale polacca con un incarico missionario presso la città di Ålesund.
Dal 2006 è parroco presso la comunità di Sant'Olaf ad Hatlane (Ålesund). Nel 2011 ricevette l'incarico di vicario generale per la Norvegia della Chiesa Cattolica Nordica in seguito alla nomina episcopale del predecessore Roald Nikolai Flemestad.
Ottar Myrseth è professore presso la Ålesund Folkehøgskole.

## Samråd på Kirkens Grunn
Nell'autunno del 1990, l'FBB prese l'iniziativa di convocare un incontro a Oslo insieme al gruppo Rinnovamento della Chiesa per discutere l'opportunità e la possibilità di formare una struttura di sostegno alla Tradizione all'interno della Chiesa norvegese. L'incontro ha istituito un gruppo di lavoro autonomo incaricato di preparare "proposte per l'organizzazione e la costituzione di un organo comune chiamato Consultazioni della Chiesa sulle origini della Chiesa" e come invito a una riunione di fondazione nell'autunno del 1991.
Il desiderio espresso era di riunire associazioni confessionali, gruppi e singoli interessati per trovare una strategia comune per rafforzare e restaurare la Chiesa norvegese come una chiesa apostolica. L'incontro ha espresso la preoccupazione che la chiesa, sia attraverso la sua forma organizzativa, la sua guida spirituale inadeguata e la sua falsa lealtà, spesso cancella la testimonianza biblica ed allontana le grazie spirituali. Durante una riunione nel dicembre 1990, fu eletto un comitato per convocare una riunione di fondazione per una consultazione sul Church's Ground (SKG). Questa riunione di fondazione si è svolta a Bergen nel settembre 1991. È stato quindi deciso che l'organizzazione dovesse crescere localmente formando almeno quattro consigli regionali prima che il primo consiglio nazionale potesse riunirsi ed eleggere supervisori.
Il 20 marzo 1991 i rappresentanti di cinque consigli regionali si incontrarono per la prima riunione del consiglio nazionale a Oslo. Qui sono stati scelti i seguenti supervisori:
Padre Jan Magnus, Borg.
Rev. Prof. Roald Nikolai Flemestad, Oslo.
Padre Asle Dingstad, Tunsberg.
Padre Arnfinn Haram, regione ovest.
Padre Andreas Masvie, regione nord.
Il Consiglio nazionale è formato da due persone per ciascun consiglio regionale e dai supervisori. Il primo incontro del consiglio nazionale con i supervisori presenti si è tenuto il 2 ottobre 1993.
Il cappellano fondatore Ottar Myrseth è stato eletto come presidente del consiglio nazionale. Ha portato con sé il professor Bernt T. Oftestad e il segretario generale Alf Danbolt nel comitato di lavoro.
Al momento ci furono quasi 250 membri nella Samråd på Kirkens Grunn (SKG), e aumentare il numero dei partecipanti fu una grande sfida. A tal fine fu preparata una nuova brochure inviata come copia originale. Al momento il lavoro nelle regioni era in fase di avviamento.
Vennero inizialmente definiti questi tre obiettivi fondamentali:
1.1. La consultazione sulla fondazione della Chiesa (SKG) è una comunità che libererà, preserverà e definirà la Chiesa norvegese come "comunità religiosa professa". Pertanto, diciamo no agli atteggiamenti e ai giudizi che sono superiori alla parola di Dio. 
1.2. La consultazione sulla fondazione della Chiesa (SKG) aiuterà i membri a vivere e servire nella Chiesa sulla base della fede apostolica, preservando così la loro appartenenza alla Chiesa di Norvegia.
1.3. La consultazione sulla fondazione della Chiesa (SKG) fornirà guida e sostegno a individui, gruppi e congregazioni nelle emergenze ecclesiastiche e completerà le nostre disposizioni.

## Episcopato
Nell'ottobre 2019 è stato eletto vescovo della Chiesa Cattolica Nordica durante il sinodo di Gran. Avrebbe dovuto ricevere l'ordinazione episcopale il 29 Aprile 2020 dalle mani dell'arcivescovo Anthony Mikovsky nella cattedrale di Scranton (USA) e prendere possesso formale della sede episcopale nella Cattedrale di San Giovanni Battista ad Oslo il 16 maggio 2020. A causa della pandemia di COVID-19 è stato invece ordinato vescovo il giorno 11 ottobre 2021 nella cattedrale di Oslo direttamente dal proprio predecessore Roald Nikolai Flemestad prendendo possesso della sede episcopale lo stesso giorno.

## Genealogia episcopale
La genealogia episcopale è:
- Cardinale Scipione Rebiba
- Cardinale Giulio Antonio Santori
- Cardinale Girolamo Bernerio, O.P.
- Arcivescovo Galeazzo Sanvitale
- Cardinale Ludovico Ludovisi
- Cardinale Luigi Caetani
- Vescovo Giovanni Battista Scanaroli
- Cardinale Antonio Barberini iuniore
- Arcivescovo Charles-Maurice le Tellier
- Vescovo Jacques Bénigne Bossuet
- Vescovo Jacques de Goyon de Matignon
- Vescovo Dominique Marie Varlet
- Arcivescovo Petrus Johannes Meindaerts
- Vescovo Johannes van Stiphout
- Arcivescovo Walter van Nieuwenhuisen
- Vescovo Adrian Jan Broekman
- Arcivescovo Jan van Rhijn
- Vescovo Gisbert van Jong
- Arcivescovo Willibrord van Os
- Vescovo Jan Bon
- Arcivescovo Johannes van Santen
- Arcivescovo Hermann Heykamp
- Vescovo Casparus Johannes van Rinkel
- Arcivescovo Gerardus Gul
- Vescovo Franciszek Hodur
- Vescovo Leon Grochowski
- Vescovo Francis Rowinski
- Arcivescovo Jan Swantek
- Arcivescovo Robert Nemkovich
- Arcivescovo Anthony Mikovsky
- Vescovo Roald Nikolai Flemestad
- Vescovo Ottar Mikael Myrseth